# Lavender Dream
 (décembre 2018).
'Lavender Dream' est un cultivar de rosier obtenu en 1984 par le rosiériste néerlandais G. Peter Ilsink. Il est fort répandu dans les jardins de nombreux pays.

## Description
Le buisson de ce rosier triploïde au feuillage dense et vert clair s'élève de 120 cm à 150 cm et même à 245 cm sous climat doux. Ses fleurs en ombelles fleurissent toute la saison (avec une pause en juillet) en une cascade de bouquets de 10 à 40 petites roses de 3 à 4 cm de diamètre. Elles sont semi doubles avec de 8 à 15 pétales en forme de cœur et de couleur rose foncé au début qui évolue vers le pourpre avec de belles étamines d'or, le cœur étant plus clair tirant vers le blanc. Elles sont très légèrement parfumées. Elles donnent des fruits rouges. à l'automne, très décoratifs.
Ce rosier est issu de 'Yesterday' (polyantha, Harkness 1974) x 'Nastarana' (Noisette, Pissard 1879).

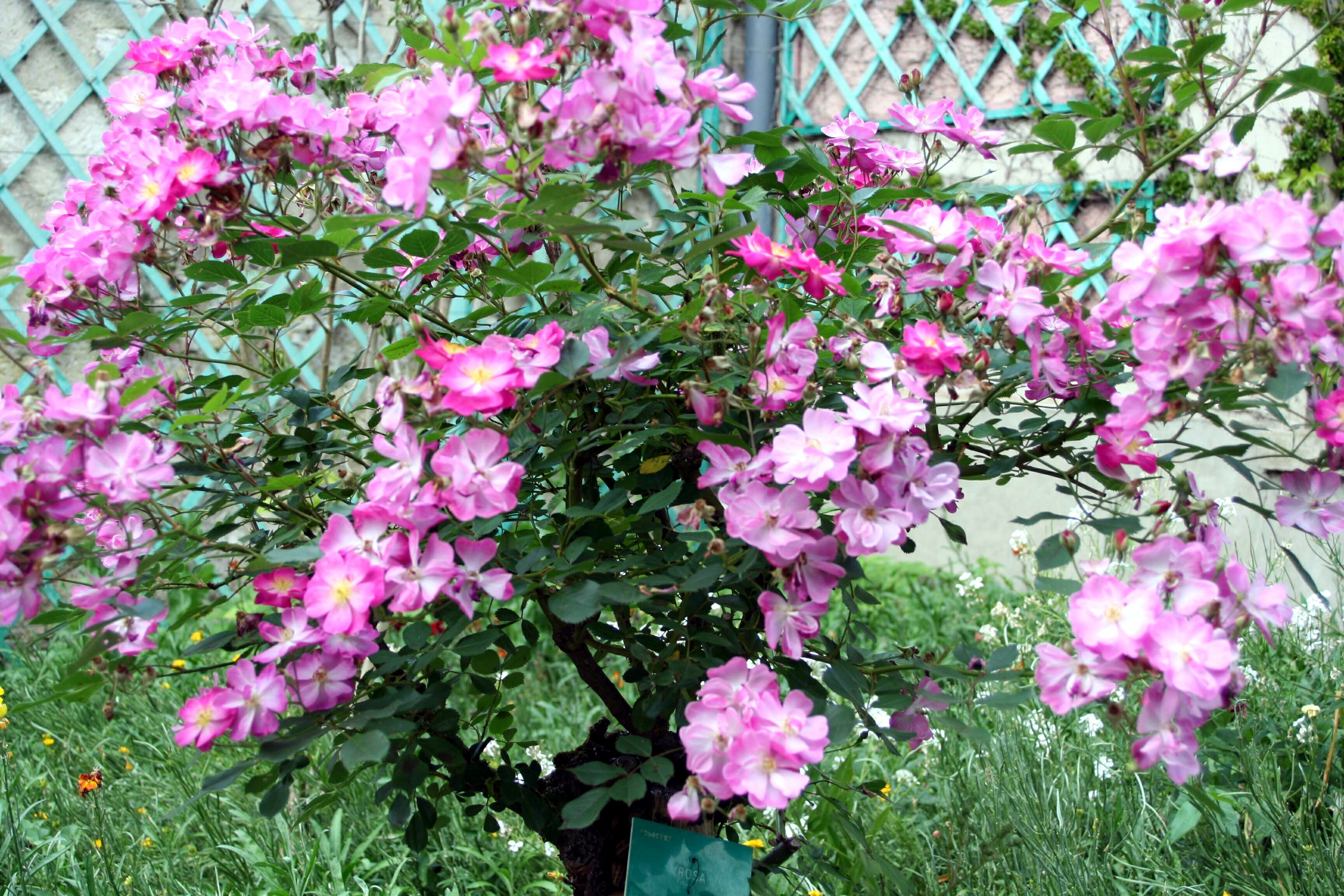
Rosier 'Lavender Dream' à Giverny.

## Culture

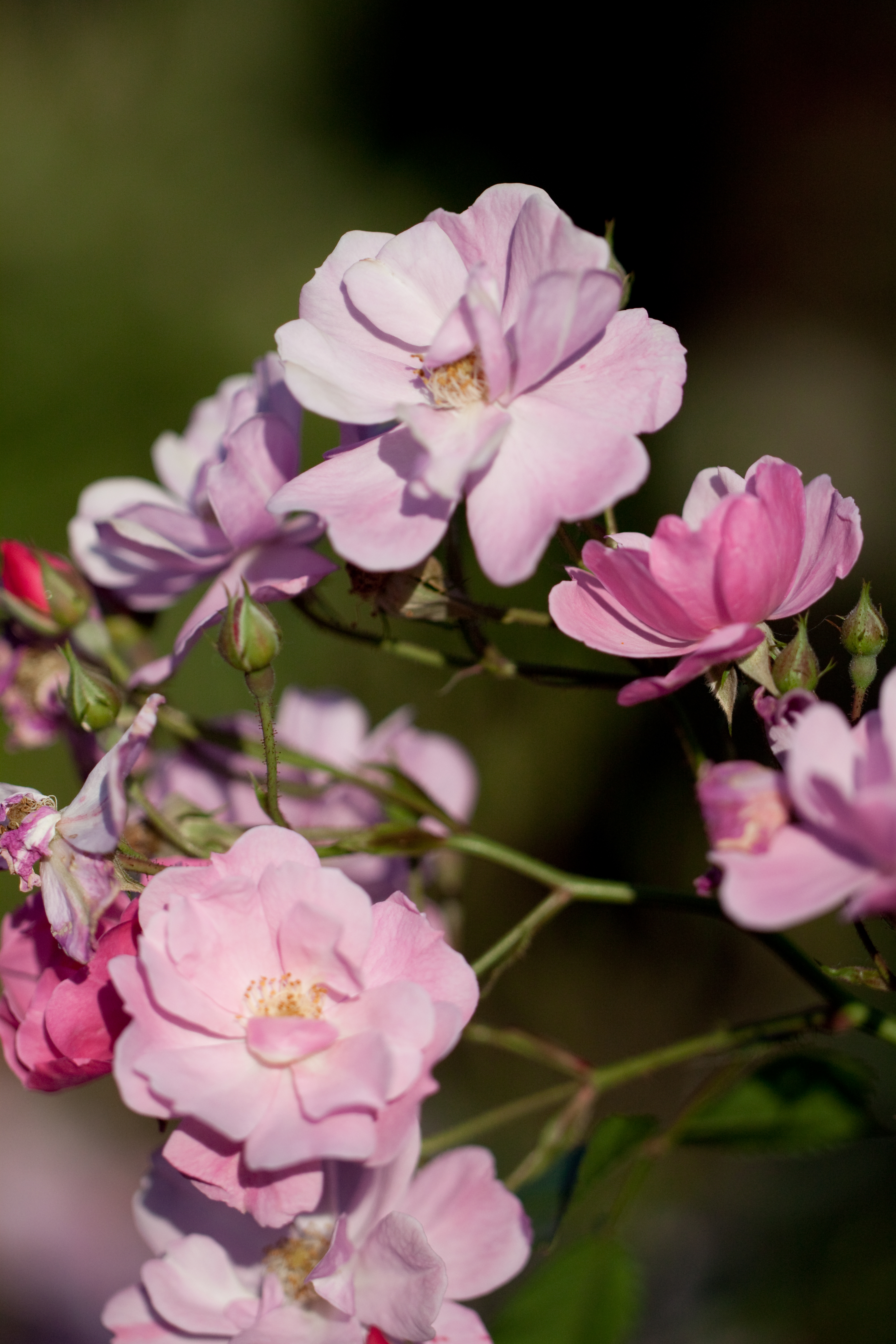
Bouquet de roses 'Lavender Dream'

Les fleurs résistent bien à la pluie et le rosier en général aux maladies. Ce rosier est parfait en couvre-sol, ainsi que pour les massifs et les effets de masse dans un grand jardin ou dans une mixed border avec d'autres fleurs. La zone de rusticité commence à 5b. Il doit être bien rabattu tous les trois ans. Sous climat doux, il peut fleurir encore au début de l'hiver. Il faut éviter les sols calcaires.

## Distinctions
- Modern Shrub Rose. Jackson Rose & Garden Society Show, 2000
- Modern Shrub Rose. Western Reserve Rose Society Show, 2000
- Bagatelle (Paris). Certificat de Mérite. Concours de roses de Bagatelle, 1988
- ADR-Sorte. ADR Anerkannte Deutsche Rose. Concours de roses nouvelles, 1987
- Monza - City of Monza Prize. Monza Rose Trials, 1986